# The Great American Bash
The Great American Bash var et pay-per-view-show inden for wrestling, der blev produceret af produceret af Jim Crockett Promotions i National Wrestling Alliance fra 1985 til 1990, og fra 1991 til 2000 blev showet produceret af World Championship Wrestling. World Wrestling Entertainment (WWE) erhvervede sig rettighederne til pay-per-view-showet fra World Championship Wrestling i 2001, da WWE opkøbte organisationen, og fra 2004 til 2009 blev The Great American Bash afviklet under WWE-banner – i 2009 med navnet The Bash. Det er således det eneste pay-per-view-show, som WWE har valgt at holde i live af de gamle WCW-shows.

## Resultater

### 1995
WCW's The Great American Bash 1995 fandt sted 18. juni 1995 fra Dayton, Ohio.
- Alex Wright besejrede Brian Pillman (15:42)
- Dave Sullivan besejrede Diamond Dallas Page i en armwrestling-konkurrence
- Hacksaw Jim Duggan besejrede Sgt. Craig Pittman via diskvalifikation
- Harlem Heat (Booker T og Stevie Ray) besejrede Dick Slater og Bunkhouse Buck
- WCW World Television Championship: Renegade besejrede Arn Anderson
  - Dermed vandt Renegade titlen fra Arn Anderson.
- WCW World Tag Team Championship: Nasty Boys (Brian Knobbs og Jerry Sags) besejrede Blue Bloods (Earl Robert Eaton og Lord Steven Regal)
- WCW United States Heavyweight Championship: Sting besejrede Meng
  - Dette var finalen i en titelturnering om den ledige US-titel, og med sejren blev Sting kronet som ny mester.
- Ric Flair besejrede Randy Savage

### 1996
WCW's The Great American Bash 1996 fandt sted 16. juni 1996 fra Baltimore, Maryland.
- Steiner Brothers (Rick Steiner og Scott Steiner) besejrede Fire and Ice (Scott Norton og Ice Train) (10:29)
  - Dette var en kamp om at blive topudfordrer til WCW World Tag Team Championship.
- WCW United States Heavyweight Championship: Konnan besejrede El Gato
- Diamond Dallas Page besejrede Marcus Bagwell
- WCW Cruiserweight Championship: Dean Malenko besejrede Rey Mysterio, Jr.
- John Tenta besejrede Big Bubba Rogers
  - Tenta klippede Big Bubbas gedeskæg af med en saks efter kampen.
- Chris Benoit besejrede Kevin Sullivan i en Falls Count Anywhere Match.
- Sting besejrede Lord Steven Regal
- Ric Flair og Arn Anderson (med Woman og Miss Elizabeth) besejrede Kevin Greene og Steve McMichael (med Randy Savage, Debra McMichael og Tara Greene)
  - McMichael blev under kampen tilbudt en passe penge, samt medlemskab af den legendariske og prestigefyldte gruppe IV Horsemen. McMichael accepterede og vendte ryggen på sin makker. Chris Benoit kom op i ringen efter kampen og angreb Greene, og IV Horsemen var atter gendannet.
- WCW World Heavyweight Championship: The Giant besejrede Lex Luger

### 1997
WCW's The Great American Bash 1997: Savage/Page II fandt sted 15. juni 1997 fra Moline, Illinois.
- Último Dragón besejrede Psychosis
- Harlem Heat (Booker T og Stevie Ray) besejrede Steiner Brothers (Rick Steiner og Scott Steiner) via diskvalifikation
  - Dette var en kamp om at blive topudfordrer til WCW World Tag Team Championship, der på daværende tidspunkt var i hænderne på nWo's The Outsiders. Steiner Brothers blev diskvalificeret, da Vincent fra nWo angreb Harlem Heat, og dermed fik Harlem Heat, som nWo havde håbet ville vinde, titelkampen.
- Konnan besejrede Hugh Morrus
- Glacier besejrede Wrath
- WCW Women's Championship: Akira Hokuto besejrede Madusa i en Title vs. Career Match
  - Madusa var dermed tvunget til at indstille karrieren.
- Chris Benoit besejrede Meng
- Kevin Greene besejrede Steve McMichael
- WCW World Tag Team Championship: The Outsiders (Scott Hall og Kevin Nash) besejrede Ric Flair og Roddy Piper
- Randy Savage besejrede Diamond Dallas Page i en Falls Count Anywhere Match

### 1998
WCW's The Great American Bash 1998 fandt sted fra Baltimore Arena i Baltimore, Maryland.
- Booker T besejrede Chris Benoit
  - Dette var den syvende og sidste kamp i en serie af syv, og stillingen inden var 3-3.
  - Med sejren fik Booker T en titelkamp om WCW World Television Championship senere på aftenen.
- Kanyon besejrede Saturn
- WCW Cruiserweight Championship: Chris Jericho besejrede Dean Malenko via diskvalifikation
  - Kampen var om den ledige WCW Cruiserweight Championship.
- Juventud Guerrera besejrede Reese (med Lodi)
- Chavo Guerrero, Jr. besejrede Eddie Guerrero
- WCW World Television Championship: Booker T besejrede Fit Finlay
  - Booker T vandt dermed titlen for tredje gang.
- WCW United States Heavyweight Championship: Goldberg besejrede Konnan (med Rick Rude og Curt Hennig)
  - Det var den ubesejrede Goldbergs 100. sejr i træk. Hans kampstatistik var dermed 100-0.
  - Konnan erstattede en "skadet" Curt Hennig i kampen.
  - Efter nederlaget blev Konnan angrebet af Hennig og Rude, og de to sluttede sig derefter til nWo Hollywood.
- Hollywood Hogan og Bret Hart (med The Disciple) besejrede Roddy Piper og Randy Savage
- Roddy Piper besejrede Randy Savage
- WCW World Tag Team Championship: Sting besejrede The Giant
  - Sting og The Giant havde vundet VM-bælterne ved WCW's Slamboree 1998 en måned tidligere, men ville ikke længere danne tagteam sammen. Derfor måtte vinderen af denne singlekamp vælge en ny makker, og det nye par ville blive anerkendt af WCW som WCW World Tag Team Champions.

### 1999
WCW's The Great American Bash 1999 fandt sted d. 13. juni 1999 fra Baltimore Arena i Baltimore, Maryland.
- Hak (med Chastity) besejrede Brian Knobbs (med Jimmy Hart) i en Hardcore Match
- Van Hammer besejrede Mikey Whipwreck
- Buff Bagwell besejrede Disco Inferno
- Konnan og Rey Mysterio, Jr. besejrede Curt Hennig og Bobby Duncum, Jr.
- Ernest Miller (med Sonny Onoo) besejrede Horace Hogan
- Ric Flair (med Arn Anderson og Asya) besejrede Roddy Piper via diskvalifikation
  - Ric Flair forblev med sejren som WCW's præsident.
- Rick Steiner besejrede Sting i en Falls Count Anywhere Match
  - Rick Steiners WCW World Television Championship var ikke på spil i kampen.
- WCW World Tag Team Championship: Diamond Dallas Page og Kanyon (med Bam Bam Bigelow) besejrede Chris Benoit og Perry Saturn
- WCW World Heavyweight Championship: Kevin Nash besejrede Randy Savage (med Gorgeous George, Madusa og Miss Madness) via diskvalifikation
  - Sid Vicious vendte tilbage til World Championship Wrestling og angreb Kevin Nash midt under kampen.